# Frank Hennecke
Frank Jürgen Werner Hennecke (* 1943) ist ein deutscher Jurist, Ministerialbeamter und Autor.

## Leben
Hennecke besuchte das Theodor-Heuss-Gymnasium in Ludwigshafen am Rhein, an dem er 1962 das Abitur ablegte. Er studierte anschließend Rechtswissenschaften an der Universität Heidelberg und bestand im Jahre 1971 die zweite juristische Staatsprüfung. Im selben Jahr promovierte er bei Ernst-Wolfgang Böckenförde. Von 1971 bis 2008 war er bei der Landesregierung Rheinland-Pfalz in Mainz tätig, zuletzt als Leitender Ministerialrat. Er wirkte als Lehrbeauftragter an der Universität Konstanz, der Johannes Gutenberg-Universität Mainz, der Universität Trier, der Technischen Universität Kaiserslautern und an der Deutschen Universität für Verwaltungswissenschaften Speyer.
Hennecke legte zahlreiche Veröffentlichungen zum Verfassungs-, Schul-, Umwelt- und Arbeitsrecht vor. Als stellvertretender Vorsitzender des Förderkreises Lebendige Antike in Ludwigshafen gab er zahlreiche Publikationen in der Schriftenreihe des Förderkreises zu kulturgeschichtlichen Themen heraus. 